# Pop-rap
Le pop-rap (pop rap ou hip pop) est un genre musical mêlant pop et rap, avec notamment des refrains très mélodieux et faits pour être appréciés par la plupart des gens. Ce style reste néanmoins moins agressif que les autres sous-genres du hip-hop. Les paroles sont généralement plus consensuelles que dans les autres genres de rap.

## Histoire

### Origines

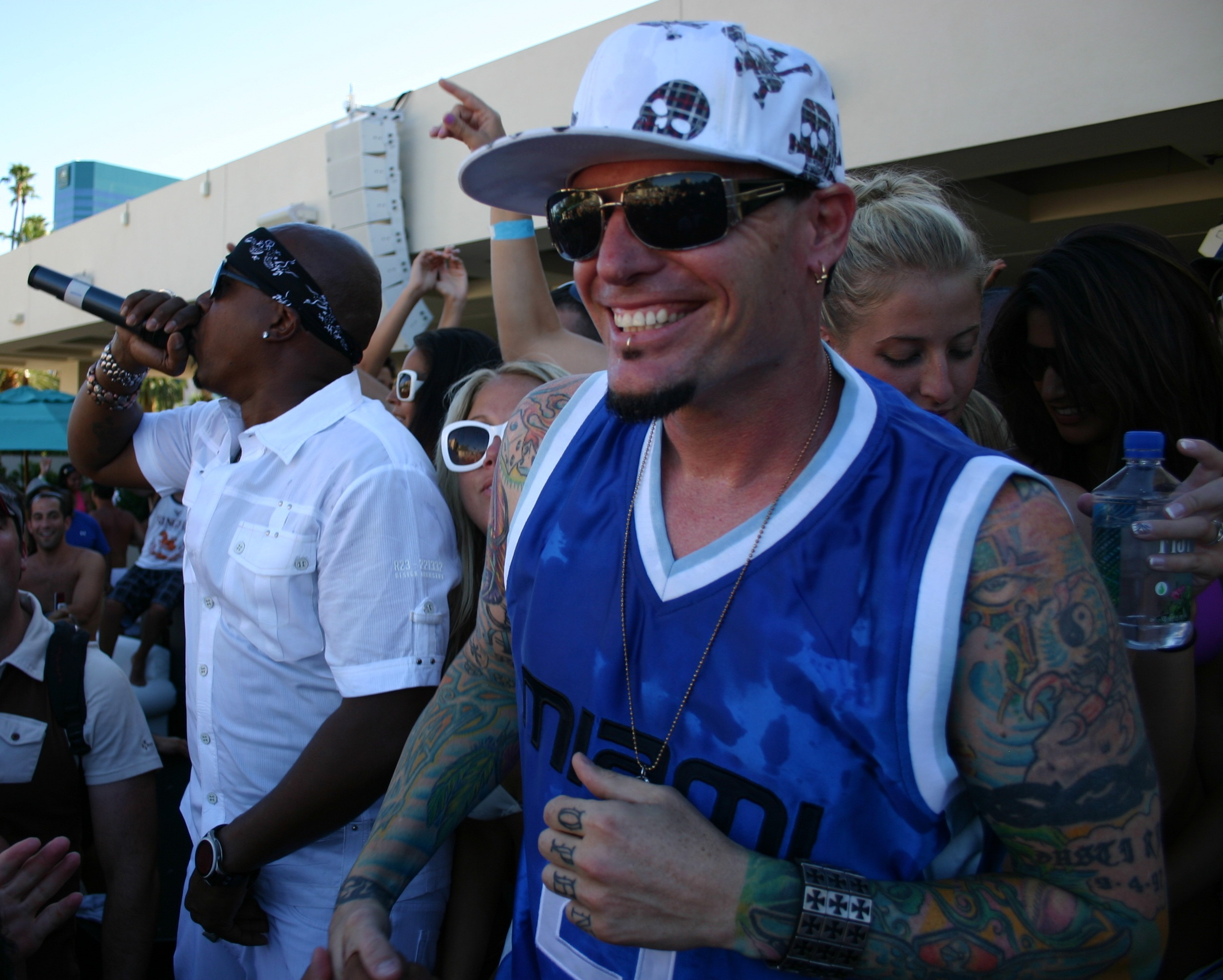
MC Hammer sur scène avec Vanilla Ice en juillet 2009, tous les deux décrits comme musiciens de pop-rap.

Dans les années 1980, un rappeur comme  LL Cool J fait figure de représentant du pop-rap auprès du grand public,. LL Cool J est décrit comme le premier « pop-rapper » de l'histoire, à la publication en 1985 de son premier album Radio. À son arrivée au label Def Jam dirigé par Russell Simmons, il décide de mêler rap et pop au RnB, malgré la réticence de certains. MTV décrit le single I Need Love de LL Cool J publié en 1987 comme l'« un des premiers succès crossover pop-rap. » Plus tard, des rappeurs comme Tone Loc, Young MC, et Will Smith se popularisent. 
Dans les années 1990, le pop-rap dépasse ses limites en tant que musique hip-hop fortement associée à la dance et au RnB,. MC Hammer et Vanilla Ice sont considérés pop-rap lorsqu'ils se popularisent auprès du grand public au début des années 1990 avec chansons comme U Can't Touch This et Ice Ice Baby. Dans les années 1990, des rappeurs à succès comme MC Hammer font du pop-rap le genre principal de leurs chansons. À la fin des années 1990, alors que des rappeurs mêlent les thèmes du gangsta rap à des éléments de pop et de soul des années 1980, le pop-rap est mené par de nombreux artistes.

### Succès et popularité
Au début des années 2000, le pop-rap revient dans un style différent. Il revient ensuite de nouveau auprès du grand public avec les Black Eyed Peas qui entrent dans les classements avec des chansons comme Where is the Love? extraite de leur album Elephunk. L'album atteint la 14e place du Billboard 200 américain et est certifié double disque de platine par la Recording Industry Association of America (RIAA), et totalise plus de 9 millions d'exemplaires vendus à l'international, dont 3,2 millions rien qu'aux États-Unis. À la fin des années 2000, le pop-rap dénombre de nombreux artistes comme Drake, Will.i.am, Nicki Minaj, Kid Ink, Bow Wow et Wiz Khalifa popularisés auprès du grand public. L'album Take Care de Drake est listé au plus haut du Top 40. Aussi, son EP So Far Gone atteint la sixième place du Billboard 200 avec 73 000 exemplaires vendus. Il baisse la semaine suivante à la neuvième place, avec 36 000 exemplaires vendus, totalisant 109 000 exemplaires. Bien que sous format EP, il devient le cinquième album rap le plus rentable en 2009. En février 2012, l'EP se vend à 639 000 exemplaires aux États-Unis. L'EP est certifié disque d'or par la RIAA le 4 juillet 2010 avec des ventes totalisant 500 000 exemplaires. Le single de Drake, I'm Goin' In atteint la 40e place une semaine après les ventes. Il atteint le Billboard Hot 100 pendant 17 semaines.
Le premier album de Drake, Thank Me Later, atteint la 16e place des classements en fin d'année. Il est certifié disque de platine aux États-Unis. L'album débute à la première place du Billboard 200 avec 447 000 exemplaire vendus la première semaine. Il atteint la troisième place des meilleures ventes en un délai d'une semaine en 2010 aux États-Unis. Il atteint également la première place des classements R&B/Hip-Hop Albums et Top Rap Albums de Billboard,. À sa seconde semaine, l'album atteint la deuxième place du Billboard 200 et se vend à 157 000 exemplaires. Il reste à la seconde place avec 105 000 exemplaires vendus. À sa quatrième semaine, l'album dénombre 74 000 exemplaires vendus. Le 9 janvier 2011, l'album dénombre 1 279 500 exemplaires vendus aux États-Unis. En février 2012, l'album dénombre 1 551 000 exemplaires vendus aux États-Unis et est certifié disque de platine.
Nicki Minaj se popularise également auprès du grand public avec son album Pink Friday, certifié disque de platine un mois après sa sortie aux États-Unis,. Le 29 janvier 2011, Nicki Minaj apparaît au Saturday Night Live pour jouer Right Thru Me et Moment 4 Life. Le 9 février 2011, Pink Friday atteint la première place du Billboard 200 sa onzième semaine dans les classements. Minaj refuse une offre pour devenir juge à l'émission The X Factor. En août, Nicki Minaj fait paraître Your Love comme single principal de son premier album. Le single atteint la 14e place du Billboard Hot 100, la 7e au Hot R&B/Hip-Hop Songs, et la première des Rap Songs. Nicki Minaj devient la première rappeuse de la MTV's Annual Hottest MC List, ainsi que la première, depuis 2002, à atteindre les classements dans une carrière en solo,. En octobre 2010, Minaj devient la première artiste solo à atteindre sept fois simultanément le Billboard Hot 100. Elle fait paraître deux singles en 2010 ; un single avec le chanteur des Black Eyed Peas, will.i.am, intitulé, Check It Out, et l'autre intitulé Right Thru Me. Les vidéos sont parues en octobre. Moment 4 Life est publié comme quatrième single le 7 décembre 2010, avec Drake. Le single atteint la cinquième place des Hot Rap Songs.
En 2012, la quatrième album de Wiz Khalifa, O.N.I.F.C., est précédé par la publication des singles Work Hard, Play Hard et Remember You, qui atteignent le top 75 du Billboard Hot 100. Après la publication de Work Hard, Play Hard, Wiz Khalifa collabore avec Maroon 5 sur le single Payphone, qui atteint la deuxième place du Billboard Hot 100. Après sa publication aux États-Unis, O.N.I.F.C. atteint la deuxième place du Billboard 200, et la première des classements Top R&B/Hip-Hop Albums et Top Rap Albums,,.

## Caractéristiques
AllMusic décrit le pop-rap comme « un mélange de rythme hip-hop et de raps aux hooks mélodiques. » Le pop-rap possède des paroles moins agressives que la musique rap,.